# Ugyops medius
Ugyops medius är en insektsart som först beskrevs av Walker 1870.  Ugyops medius ingår i släktet Ugyops och familjen sporrstritar. Inga underarter finns listade i Catalogue of Life.